# Saviano
Saviano é uma comuna italiana da região da Campania, província de Nápoles, com cerca de 14.890 habitantes. Estende-se por uma área de 13 km², tendo uma densidade populacional de 1145 hab/km². Faz fronteira com Nola, San Gennaro Vesuviano.

## História
Saviano foi constituída por força de um decreto Real de Agosto 3869 é 11, 1867 unindo três municípios, Sirico, Sant'Erasmo e Saviano. As três setas no brasão da comuna representam os três municípios, indicando o sindicato. Saviano é a capital da comuna, por ter sido o maior município entre os três.

## Demografia
| Variação demográfica do município entre 1861 e 2011                               |
|                                                                                   |
| Fonte: Istituto Nazionale di Statistica (ISTAT) - Elaboração gráfica da Wikipedia |

## Cultura
Desde 1979, Saviano organiza o Carnaval de Saviano. Um desfile de carros alegóricos tornou-se cada vez mais popular entre os municípios vizinhos, atraindo milhares de visitantes vindos principalmente da área populosa do Vesúvio.

## Personagens Ilustres
- Antonio Ciccone (7 de fevereiro, 1808 - Nápoles, 02 de maio de 1893), um importante ministro da época.
- Giacomo Caliendo, juiz, senador e secretário do Ministério da Justiça

## Transporte
Saviano é cortada pela estrada Circumvesuviana Nápoles-Baiano, uma das principais rodovias da região Campania.

## Problemas ambientais
O território de Saviano está localizado no extremo norte do chamado triângulo da morte, uma área da província de Nápoles, entre as cidades de Acerra, Nola e Marigliano.
Uma vez conhecida por estar entre os mais férteis da Campania, tem sido relatado nos últimos anos um aumento significativo na mortalidade devido ao câncer, atingindo níveis muito mais elevados que a média italiana. A causa da morte é atribuída à poluição ambiental, principalmente devido à eliminação ilegal de resíduos tóxicos pela Camorra retratado no filme que leva o mesmo nome.